# Колмаково (Кемеровская область)
Колмаково — деревня в Юргинском районе Кемеровской области России. Входит в состав Новоромановского сельского поселения.

## География
Деревня находится в северо-западной части области, на левом берегу реки Томь, на расстоянии примерно 30 километров (по прямой) к востоку от районного центра города Юрга. Абсолютная высота — 106 метров над уровнем моря.
Часовой пояс
Деревня Колмаково, как и вся Кемеровская область, находится в часовой зоне МСК+4. Смещение применяемого времени относительно UTC составляет +7:00.

## История
Основано в 1758 году. В «Списке населенных мест Российской империи» 1868 года издания населённый пункт упомянут как заводская деревня Колмакова Томского округа (2-го участка) при реке Томи, расположенная в 125 верстах от окружного центра Томска. В деревне имелось 3 двора и проживало 15 человек (6 мужчин и 9 женщин).
В 1911 году в деревне, входившей в состав Тарсминской волости Кузнецкого уезда, имелось 34 двора и проживало 157 человек (72 мужчины и 85 женщин).
По данным 1926 года имелось 43 хозяйства и проживало 212 человек (в основном — русские). В административном отношении деревня входила в состав Колбихинского сельсовета Юргинского района Томского округа Сибирского края.

## Население
| 2010 |
| ---- |
| 8    |

Половой состав
По данным Всероссийской переписи населения 2010 года в гендерной структуре населения мужчины составляли 62,5 %, женщины — соответственно 37,5 %.
Национальный состав
Согласно результатам переписи 2002 года, в национальной структуре населения русские составляли 100 % из 17 чел.

## Улицы
Уличная сеть деревни состоит из одной улицы (ул. Центральная).